# Caralluma edulis
Espèce
Caralluma edulis est une espèce de plantes dicotylédones de la famille des Apocynaceae, sous-famille des Asclepiadoideae, originaire des régions tropicales de l'Ancien Monde.

## Taxinomie

### Synonymes
Selon The Plant List (22 mars 2019) :
- Boucerosia edulis Edgew.
- Boucerosia stocksiana Boiss.
- Brachystelma subaphyllum (Schltr.) K.Schum.
- Caralluma edulis[2]
- Caralluma longidens N.E.Br.
- Caralluma vittata N.E.Br.
- Caudanthera edulis (Edgew.) Meve & Liede
- Cryptolluma edulis (Edgew.) Plowes
- Desmidorchis stocksiana Kuntze
- Lasiostelma subaphyllum Schltr.
- Spiralluma longidens (N.E. Br.) Plowes
- Tenaris subaphylla (Schltr.) N.E.Br.